# Marvel Anime
Marvel Anime è un progetto giapponese per la realizzazione di quattro serie anime ispirate ad alcuni personaggi della Marvel Comics ad opera dello studio di animazione giapponese Madhouse.

## Premessa
Il progetto adatta in serie televisive anime di dodici episodi quattro serie Marvel. L'annuncio del progetto è stato confermato durante il San Diego Comic-Con International del 2009. Secondo l'ex presidente ed amministratore delegato della Madhouse, Jungo Maruta, la Marvel ha dato allo studio d'animazione "carta bianca" affinché gli eroi Marvel venissero reinterpretati per un pubblico giapponese. La pubblicazione delle serie è iniziata in Giappone nell'ottobre 2010, mentre nel resto del mondo nel 2011. Le trasmissioni in Giappone sono state ad opera di Animax mentre negli Stati Uniti di G4 e in Australia su Sci Fi. Le serie sono state guidate da Warren Ellis. Le serie Marvel scelte per la trasposizione in animazione sono Iron Man, Wolverine, X-Men, e Blade. “Sarà creato un intero universo parallelo per la Marvel”, ha dichiarato Simon Philips, presidente della Marvel International parlando del progetto Marvel Anime.

## Iron Man
Iron Man (アイアンマン?, Aian Man) è la prima serie lanciata dal progetto, e come le successive è composta da dodici episodi. La serie è diretta da Yuzo Sato su sceneggiature di Warren Ellis. Le trasmissioni sono andate in onda dal 1º ottobre al 17 dicembre 2010 su Animax.

## Wolverine
Wolverine (ウルヴァリン?, Uruvarin) è la seconda serie del progetto, e come le altre è composta da dodici episodi. Le trasmissioni sono iniziate il 7 gennaio e si sono concluse il 25 marzo 2011.

## X-Men
X-Men (エックスメン?, Ekkusu Men) è la terza serie del progetto, e come le altre è composta da dodici episodi. Le trasmissioni sono iniziate il 1º aprile e si sono concluse il 24 giugno 2011.

## Blade
Blade (ブレイド?, Bureido) è la quarta serie del progetto, e come le altre è composta da dodici episodi. Le trasmissioni sono iniziate il 1º luglio e si sono concluse il 16 settembre 2011.

## Lungometraggi
Successivamente alla realizzazione delle serie anime, Madhouse ha prodotto anche alcuni lungometraggi direct-to-video ispirati a personaggi della Marvel.
- Il primo è stato Iron Man: Rise of Technovore, film diretto da Hiroshi Hamasaki, distribuito negli Stati Uniti il 16 aprile 2013.
- Il secondo è stato Avengers Confidential: La Vedova Nera & Punisher, film diretto da Kenichi Shimizu,[15] distribuito negli Stati Uniti il 25 marzo 2014.

## Altri serie anime
Sono state prodotte anche altre serie televisive anime basate su personaggi Marvel non collegate con la serie principale.

### Marvel Disk Wars: Avengers
Marvel Disk Wars: Avengers è una serie anime del 2014 prodotta da Walt Disney Japan e Toei Animation. Segue cinque bambini che ottengono ciascuno la capacità di convocare un membro specifico dei Vendicatori, che sono stati intrappolati in piccoli dispositivi chiamati DISK, mentre viaggiano per il mondo per aiutare i Vendicatori a recuperare i DISK di altri supereroi e supercattivi prima che possana essere usati per il male.  La serie è andata in onda su TX Network per 51 episodi.

### Gli Avengers del futuro
Marvel Future Avengers è una serie anime del 2017 prodotta da Madhouse e Walt Disney Japan. Segue tre bambini salvati dall'Hydra dagli Avengers e addestrati per diventare supereroi. La serie è andata in onda per 39 episodi sul canale satellitare Dlife ed è stata rilasciata a livello internazionale tramite Disney+ nel 2020.